# اوالونا مونتانر
اوالونا مونتانر (اسپانیایی: Evaluna Montaner‎) یک بازیگر، خواننده و میزبان تلویزیون ونزوئلا است.

## زندگینامه
مونتانر در کاراکاس، ونزوئلا در ریکاردو مونتانر و مارلن رودریگز متولد شد. او در بوینوس آیرس، آرژانتین بزرگ شد. از کودکی پیانو، چنگ و انواع رقص را یاد گرفت. او تا سن 13 سالگی، هنگامی که شروع به تحصیل در خانه کرد، در مدرسه کوشمن شرکت کرد. او در حال حاضر در میامی زندگی می کند.

## زندگی شخصی
در ۸ فوریه ۲۰۲۰، او با دوست پسرش ۵ ساله، خواننده کلمبیایی کامیلو اکورری ازدواج کرد. در اکتبر سال ۲۰۲۱، این زوج اعلام کردند که مونتانر با فرزند اول خود باردار است.